# Порожня множина

Символ порожньої множини

Поро́жня множина́ в математиці — множина, яка не містить жодного елемента. Така множина позначається як ∅ або {}.
Наприклад, якщо досліджується множина об'єктів, які повинні задовольняти певній властивості, і надалі з'ясовується, що таких об'єктів не існує, то зручніше сказати, що шукана множина порожня, ніж оголосити її неіснуючою. Порожню множину можна означити за допомогою будь-якої суперечливої властивості, наприклад: ∅ = {x|x≠x} тощо. Разом із тим, твердження множина M — непорожня можна замінити рівносильним йому твердженням існують елементи, які належать множині M.

## Позначення
Загальноприйнятими позначеннями порожньої множини можуть бути символи {}, {\displaystyle \emptyset }, і ∅. Останні два символи були запропоновані групою Бурбакі (зокрема Андре Вейлем) в 1939, які запозичили символ Ø, що є літерою в норвезькій і данській абетках (і це не має стосунку до грецької літери Φ). У минулому[коли?] для позначення порожньої множини інколи вживався також «0» (нуль), але зараз[коли?] таке вживання вважається неправильним.
Символ ∅ присутній у таблиці Юнікод під кодом U+2205. Він також доступний у розмітці HTML і задається як ∅ і як &#8709;. У форматі LaTeX він кодується як \varnothing. Символ {\displaystyle \emptyset } можна закодувати в LaTeX як \emptyset.

## Властивості

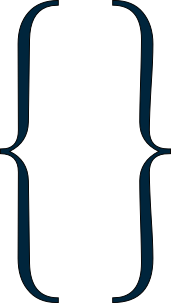
Порожня множина не містить жодного елементу

У стандартній аксіоматичній теорії множин, відповідно до принципу екстенсивності, дві множини є рівними тоді, коли вони мають однаковий набір елементів, таким чином може бути лише одна множина, яка не містить жодного елемента. Тому може існувати лише одна порожня множина.
- Для будь-якої множини A, порожня множина є підмножиною A:
  - ∀A: {} ⊆ A
- Для будь-якої множини A, об'єднання множин A та порожньої множини є A:
  - ∀A: A ∪ {} = A
- Для будь-якої множини A, перетин множин A та порожньої множини є порожня множина:
  - ∀A: A ∩ {} = {}
- Для будь-якої множини A, Декартів добуток A та порожньої множини є порожня множина:
  - ∀A: A × {} = {}
- Єдиною підмножиною порожньої множини є сама порожня множина :
  - ∀A: A ⊆ {} ⇒ A = {}
- Потужність порожньої множини є нуль:
  - |{}| = 0

В алгебрі множин порожня множина є нейтральним елементом відносно операції об'єднання множин ∪.